# Vasilij Alekseev
Vasilij Ivanovič Alekseev (in russo Василий Иванович Алексеев?, angl. Vasiliy Ivanovich Alekseyev; Pokrovo-Šiškino, 7 gennaio 1942 – Monaco di Baviera, 25 novembre 2011) è stato un sollevatore sovietico, dal 1991 russo, vincitore di 8 titoli mondiali, 2 titoli olimpici (1972 e 1976) e 8 europei. Ha infranto 80 record mondiali.

## Biografia
Soprannominato la montagna umana, batte il suo primo record del mondo durante i Mondiali in Ohio nel 1970, quando diviene il primo uomo a sollevare più di 500 libbre (227 kg) nella competizione. Imbattuto sia ai Mondiali che agli Europei, in seguito diviene il primo uomo a sollevare complessivamente più di 600 kg tra Mondiali, Europei e Giochi Olimpici.
Nel 1999, in Grecia, è riconosciuto come "miglior sportivo del XX secolo". Inoltre ha ricevuto un Ordine di Lenin (1972), un Ordine di Amicizia dei Popoli, un Ordine del distintivo d'onore (1970) e l'Ordine della Bandiera Rossa del Lavoro (1972). Nel 1993 è inserito nell'hall of hame della Federazione Internazionale di Pesistica.
Alekseev appare nella copertina di Sports Illustrated del 14 aprile 1975, titolata "L'uomo più forte del mondo" (World's Strongest Man).
Riconosciuto come uno degli uomini più forti del mondo, nel 2011 è ricoverato in una clinica tedesca per gravi problemi cardiaci, morendo a Monaco di Baviera, all'età di 69 anni. Alla sua scomparsa, la federazione pesistica russa lo riconosce come una "leggenda dello sport sovietico".